# Керн, Джон Уорт
Джон Уорт Керн (англ. John Worth Kern; 20 декабря 1849 — 17 августа 1917) — американский политик, сенатор от Индианы, представитель Демократической партии. Считается первым лидером демократического большинства в Сенате; одновременно занимал пост председателя фракции демократов в Сенате. Также Керн был кандидатом от демократов на пост вице-президента на выборах 1908 года.
Керн родился в городе Алто в Индиане и после окончания юридического факультета Мичиганского университета занялся юридической практикой в городе Кокомо. Он выиграл выборы в Сенат Индианы, а затем стал городским юристом Индианаполиса. После двух неудачных попыток стать губернатором Индианы Керн был успешно номинирован в кандидаты на пост вице-президента на съезде Демократической партии 1908 года. Демократические кандидаты Уильям Дженнингс Брайан и Керн потерпели поражение от республиканцев Уильяма Говарда Тафта и Джеймса Шермана.
Керн выиграл выборы в Сенат США в 1910 году, стал прогрессивным союзником президента Вудро Вильсона и председателем Демократической фракции Сената; его усилия способствовали принятию нескольких важных законодательных актов, включая Антимонопольный закон Клейтона, Закон о доходах 1913 года и Закон о Федеральном резерве. Он внес резолюцию Керна, которая привела к расследованию условий труда в угольных шахтах, и поддержал принятие Семнадцатой поправки. Керн потерпел поражение при попытке переизбраться в 1916 году, проиграв республиканцу Гарри Нью, и умер в следующем году.

## Ранняя карьера
Керн родился в городе Алто в штате Индиана и был старшим из восьми сыновей. Он учился на юридическом факультете Мичиганского университета и начал юридическую практику в Кокомо. С 1871 по 1884 год Керн занимал пост городского прокурора этого города. В 1893 году он был избран в Сенат Индианы, где прослужил четыре года, одновременно занимая должность помощника федерального прокурора Индианы. Тогда он зарекомендовал себя как человека прогрессивных взглядов и сторонника профсоюзов и помог принять законы, защищавшие работников и законы об ответственности работодателя и детском труде.
В 1895 году Керн отправился в Европу, чтобы отдохнуть от проблем со здоровьем. В Лондоне он познакомился с Элтоном Паркером, с которым у него завязалась крепкая дружба. В 1896 году Керн поначалу не был сторонником идеи свободного серебра, но когда демократы включили её в свою партийную программу, он поддержал идею. Он познакомился с кандидатом в президенты Уильямом Дженнингсом Брайаном, после чего они стали близкими друзьями.
С 1897 по 1901 год Керн был городским солиситором Индианаполиса; он был неудачным кандидатом от Демократической партии на пост губернатора Индианы в 1900 и 1904 годах. В 1904 году Паркер, который к тому моменту был близок к тому, чтобы стать кандидатом от Демократической партии на пост президента в том же году, попросил Керна баллотироваться на пост губернатора, чтобы укрепить партийные позиции в Индиане. Однако стратегия провалилась: Паркер и Керн проиграли в штате с большим отрывом. После этих поражений Керн вернулся к своей юридической практике, отправился в Европу и провел шесть месяцев в санатории в Ашвилл в Северной Каролине по состоянию здоровья.
На выборах 1908 года Керн стал кандидатом от Демократической партии на пост вице-президента, напарником Брайана в его третьей попытке стать президентом. Его дружба с Брайаном, а также факт того, что он был родом из электорально важного региона Среднего Запада, помогли ему обеспечить номинацию несмотря на собственные возражения. На съезде Керн был выдвинут Томасом Маршаллом. В конечном итоге, Брайан и Керн потерпела поражение от Уильяма Говарда Тафта. Затем Керн пытался избраться в Сенат США от Индианы (законодательное собрание тогда контролировалось демократами), но проиграл другому демократу Бенджамину Шайвли.

## Керн в Сенате
В 1910 году Керн выиграл выборы на другое место в Сенате от Индианы (в США каждый штат имеет по два места в Сенате). Он стал одним из десяти новых сенаторов-демократов, большинство из которых придерживались прогрессивных взглядов. Присоединившись к Шайвли, Керн стал прогрессивным демократом и противником монополистической власти корпораций. Он быстро включился в борьбу за смену консервативного руководства своей партии. В 1912 году он помог написать программу Демократической партии, которая включала прогрессивные пункты в поддержку банковской реформы, реформы тарифов и прямых всеобщих выборов сенаторов.
На выборах 1912 года Вудро Вильсон был избран президентом и демократы получили большинство в Палате представителей. Национальная известность Керна как прогрессивного политика, его умение находить компромиссы и личная популярность привели к его единогласному избранию председателем Демократической фракции и фактическим лидером сенатского большинства. Он тесно сотрудничал с Вильсоном и часто встречался с ним в частном порядке. Он помогал продвигать инициативы президента через Сенат, такие как тарифная реформа, первый подоходный налог (в соответствии с Шестнадцатой поправкой), Закон о Федеральном резерве и антимонопольное законодательство.
В 1913 году с Керном связалась активистка профсоюзного движения Мэри Харрис Джонс (известная как Мама Джонс), которая была заключена в тюрьму военным судом в Западной Виргинии во время шахтёрской забастовки Пейнт-Крик и Кэбин-Крик в 1912 году. В ответ Керн представил резолюцию, принятую Сенатом 27 мая с призывом к расследованию Комитетом Сената по образованию и труду условий работы на угольных шахтах Западной Виргинии. Конгресс почти сразу же санкционировал два аналогичных расследования: условий труда на медных рудниках в Мичигане и на угольной шахте в Колорадо.
Керн выступал за прямые всенародные выборы сенаторов и помог принять Семнадцатую поправку, учредившую эту систему в 1913 году. Однако, когда Керн пытался переизбраться в 1916 году в рамках новой системы, он потерпел поражение от республиканца Гарри Нью и с небольшим отставанием проиграл по голосам избирателей (47,8% против 46,1%).

## Смерть
По настоянию Брайана, Уилсон рассматривал кандидатуру Керна на различные должности, но Керн был слаб здоровьем и не мог работать. Он умер 17 августа 1917 года в Ашвилле, через пять месяцев после ухода из Сената. Первоначально он был похоронен в своем летнем доме недалеко от Холлинса в Виргинии и перезахоронен на кладбище Краун-Хилл в Индианаполисе двенадцать лет спустя. Его пережили жена Араминта Керн, которая умерла в возрасте 85 лет в 1951 году, и сын Джон Керн-младший, будущий судья и мэр Индианаполиса.